# 高杉良
高杉 良（たかすぎ りょう、1939年1月25日 - ）は、日本の小説家。経済小説の巨匠として知られる。本名は杉田亮一。

## 経歴
東京府（現：東京都）出身。小学6年生だった昭和25年（1950年）の夏休みに、2歳上の姉、4歳下の弟、9歳下の妹の3人とともに千葉県二宮町（現：船橋市）にあったキリスト教系の養護施設に預けられた。その経験をもとに自伝的長編小説『めぐみ園の夏』を2017年5月に上梓している。子供の頃から病弱で、入退院を繰り返しながらグリム兄弟やアンデルセンの童話に没頭し、童話作家を志したこともある。早大中退。
業界紙の『石油化学新聞』に入社後、編集長まで務める。業界紙に務めている時に急性肝炎で入院し、会社に対して負い目を感じたことに加え、小学校からの友人だった大竹堅固（当時日本経済新聞記者）から小説を書くことを薦められて、作家として身を立てることを決意した。
1975年に『虚構の城』で作家デビューする。余りにリアリティーのあるストーリー展開だったために、モデルとなった出光興産の社員による内部告発ではないかと噂されるほど反響が大きかった。その後もサラリーマンの立場に立って数々の経済小説を著す。
初期の作品は、大物ではないながらも逞しく生きるサラリーマン像（ミドル）を描いたものが多いが、時代が下るにつれて、よりダイナミックな起業家や経営者、組織の腐敗にスポットを当てるようになった。最近では告発めいた作品が多くなっている。また、竹中平蔵を「実体経済を知らない」と酷評し、竹中とその側近であった木村剛・岸博幸のトリオを、日本経済を誤った方向に導く悪人的存在として、小説中に仮名でたびたび登場させている。

## 日本経済新聞への批判
2004年に、高杉は『乱気流－小説・巨大経済新聞』（上・下）を上梓した。これは、当時日本経済新聞社の子会社の不正経理を巡るスキャンダルを描いた小説だったが、鶴田卓彦元社長は「自分たちをモデルにした事実無根の内容で名誉を棄損された」として、単行本出版などの差止めと損害賠償・謝罪広告掲載を求めて東京地方裁判所に提訴した（2007年4月11日の判決で、一部につき名誉毀損を認め、470万円の支払を命じられている）。この提訴の後、日経ではインサイダー取引などスキャンダルが続出し、高杉は「日経の企業体質が生んだ事件」と批判した。
2006年7月4日に、日経を退職していた大竹から譲り受ける形で日経株を取得し、高杉は株主総会に出席しようとするが、日経側は大竹の社友資格を取り消すなどして、7月13日に株式売買が無効と通告した。これに対し、8月14日に高杉が一連の日経株取引を有効として、株主の地位確認を求める訴訟を提起した。更に、株主代表訴訟を起こして、日経の経営陣への批判の姿勢を強めた。

## 作品
- 『虚構の城』（講談社、1976年。のち講談社文庫、1981年。新潮文庫、2000年。新装版として講談社文庫、2010年）
  - 大家族主義を掲げる出光興産をモデルに、左遷された男の戦いを描く。
- 『明日はわが身』（日本経済新聞社、1977年。のち徳間文庫、1995年。新潮文庫、2007年）
  - 製薬会社のプロパーの営業活動を描写。「創作ノート」で自らの急性肝炎の入院経験を執筆の動機であると記している。
- 『自らの定年』（日本経済新聞社、1979年。のち改題して『人事異動』（集英社文庫、1982年。新潮文庫、2011年）
- 『あざやかな退任』（プレジデント社、1979年。のち集英社文庫、1981年。角川文庫。1988年、新潮文庫。2001年、徳間文庫、2010年）
  - 冒頭の社長死去の場面のみ、日本触媒化学工業（現：日本触媒）の八谷泰造社長がモデル。その後はフィクション。
- 『社長解任』（グリーンアロー出版、1979年。のち集英社文庫、1985年。徳間文庫、1993年）
- 『大逆転!』（日本経済新聞社、1980年、のち講談社文庫、1983年。新装版として講談社文庫、2010年）
  - 三菱銀行と第一銀行の合併交渉から破談に至る経緯がモデル。
- 『バンダルの塔　―小説・イラン石油化学プロジェクト―』（講談社、1981年。講談社文庫、1984年。集英社文庫、1994年。改題して『勇者たちの撤退－バンダルの塔』徳間文庫、2005年。『新装版　バンダルの塔』講談社文庫、2010年）
  - イラン・ジャパン石油化学プロジェクトがモデル。三井物産・東洋曹達工業（現：東ソー）とおぼしき企業も登場する。
- 『エリートの反乱』（1981年。のち改題され『懲戒解雇』 徳間文庫、1998年。講談社文庫、2000年。「新装版」として徳間文庫、2008年。「新装版」として講談社文庫、2009年）文春文庫、2018年　　
  - 三菱油化（現：三菱化学）がモデル。
- 『対決』（立風書房、1982年。徳間文庫、1995年）
  - セントラル硝子がモデル。
- 『生命燃ゆ』（日本経済新聞社、1983年）
  - 昭和電工の大分石油コンビナート建設がモデル。渡哲也主演でドラマ化された。
- 『大脱走（スピンアウト）』（1983年、『起業闘争』と改題）
  - 石川島播磨重工業の外販ソフト部門を集団退社し、コスモ・エイティを発足させた碓井優ら80名の実名小説。
- 『覇権への疾走 ドキュメント・ノベル日産自動車』（講談社、1984年。のち改題され『労働貴族』講談社文庫、1986年。徳間文庫　2005年）『落日の轍　小説・日産自動車』文春文庫、2019年　
  - 日産自動車社長・会長を務めた川又克二と塩路一郎自動車労連会長がモデル。
- 『王国の崩壊』（光文社、1984年。徳間文庫、2000年）
  - 岡田茂社長時代の三越がモデル。『夕刊フジ』のインタビューで「三越に務めているサラリーマンを描いてみたい」と答えていて、主人公も一サラリーマンになっている。
- 『広報室沈黙す』（講談社、1984年。講談社文庫（上・下）、1987年）
  - 安田火災海上保険（現：損害保険ジャパン日本興亜）がモデル。
- 『銀行人事部』（集英社、1984年。徳間文庫、1992年）
- 『逆襲するエリート銀行家』（徳間書店、1984年。改題され『欲望産業』徳間文庫、1987年）　
  - 武富士がモデル。
- 『太陽を、つかむ男－小説坪内寿夫』（角川書店、1985年。改題され 『小説会社再建－太陽を、つかむ男』（集英社文庫、1991年）
  - 佐世保重工業がモデル。
- 『いのちの風 小説・日本生命』（集英社、1985年。集英社文庫、1987年）新潮文庫、1994年、『世襲人事』文春文庫、2019年
  - 44歳で亡くなった弘世源太郎日本生命常務（弘世現の長男）が広岡厳太郎として描かれている。
- 『小説 日本興業銀行』（第一部～第四部、角川書店、1986年-1988年。講談社文庫、1990年-1991年）
  - 中山素平を中心に、河上弘一総裁の引退から中山の引退までの日本興業銀行を描く。文庫化にあたり加筆され5分冊
- 『管理職降格』（講談社、1986年）文春文庫、2019年　
  - 銀座にある大手デパートで働く主人公の話。ビジネス面だけでなく、家庭面を多く描いているのが特徴。
- 『炎の経営者』（サンケイ出版、1986年。講談社文庫、1989年。文春文庫、2009年）
  - 日本触媒化学工業（現：日本触媒）の八谷泰造社長を主人公とする実名小説。高杉本人をモデルにした新聞記者も文中で登場する[5]。
  - 2017年3月、フジテレビ系列でドラマ化（伊原剛志主演）[6]。
- 『会社蘇生』（講談社、1987年）
  - 大沢商会の会社更生手続における管財人三宅省三弁護士がモデル。
- 『闘う経営者』（講談社、1988年。改題され 『社長の器』講談社文庫、1992年）　
  - 民社党衆議院議員だった高橋高望とその兄でミネベアの高橋高見元社長がモデル。
- 『辞令』（集英社、1988年）
  - 家電業界が舞台だがフィクションであると、著者は佐高信との共著『日本企業の表と裏』（角川書店、1997年）で語る。
- 『祖国へ、熱き心を ―フレッド・和田勇物語―』（上・下）（世界文化社、1990年。改題され、『祖国へ、熱き心を』講談社文庫、1992年。新潮文庫、2001年。 『東京にオリンピックを呼んだ男』光文社、2013年）角川文庫、2018年
  - 2014年、フジテレビ系列でドラマ化。
- 巨大証券シリーズ
  - 『小説 巨大証券』（講談社、1990年。講談社文庫、1991年）
  - 『小説 新 巨大証券』（上・下）（講談社、1995年。講談社文庫、1997年）
    - 丸野証券は野村證券がモデルだが、主人公が勤める日和証券は日興證券、山一證券、大和證券を合わせた。
- 『燃ゆるとき』（実業之日本社、1990年。新潮文庫、1993年）
- 『ザ エクセレント カンパニー』（毎日新聞社、2003年。角川文庫、2005年）
  - 東洋水産の森和夫社長がモデル。文庫化にあたり副題『新・燃ゆるとき』が付けられた通り続編の扱いだが、前作が実名小説であるのに対し、本作は東邦水産の高木遼太郎社長となっている。
- 『その人事に異議あり　―女性広報主任のジレンマー』（集英社、1991年。講談社文庫、1993年）
  - 舞台を現在に置き換えて2005年に『新・その人事に異議あり』（講談社）を上梓した。
- 『男の決断』（立花書房、1992年。新潮文庫、1995年）
  - 「日本興業銀行と尾上縫事件」、「興銀と『小説日本興業銀行』の間（対談VS.佐高信）」、「日産自動車と英国プロジェクト」、「三菱商事とサウジ石化プロジェクト」、「三菱油化とエリートの反乱」、「小説太陽神戸・三井銀行合併」の6篇からなる初のノンフィクション作品集。
- 『人事権！』（講談社、1992年。講談社文庫、1995年。徳間文庫、2011年）『出世と左遷』新潮文庫、2018年
  - TBSドラマ「出世と左遷」原作
- 『濁流　―組織悪に抗した男たち―』（朝日新聞社、1993年。講談社文庫で上下2巻、1996年。『濁流－企業社会・悪の連鎖』と改題して徳間文庫で上下2巻、2008年）
- 『首魁の宴』（講談社、1998年）
  - 経済界の佐藤正忠主幹がモデル。「週刊朝日」連載時には反響の大きさから部数が上向いたと言われている。『首魁の宴』は文庫のための書き下ろし。
- 『烈風　―小説　通産省―』（講談社 1995年）
  - 内藤正久産業政策局長を中心に通商産業省の内紛を描く。
- 『挑戦つきることなし』（徳間書店、1995年。講談社文庫、2000年。改題され『小説ヤマト運輸』）
  - ヤマト運輸の小倉昌男元社長がモデル。
- 『組織に埋れず』（講談社、1996年。改題され『辞表撤回』）原題で新潮文庫、2017年
  - 日本交通公社（JTB）の企業内起業家・大東敏治がモデル。JTB他、企業は実名で描かれる。
- 『消費者金融　―クレジット社会の罠―』  (1996年講談社文庫。2002年徳間書店より新装出版)
- 金融腐蝕列島シリーズ
  - 『金融腐蝕列島』（角川書店、1997年）
  - 『呪縛 ―金融腐蝕列島2―』（上・中・下）（角川書店、1998年-1999年）
  - 『再生 ―続・金融腐蝕列島―』（上・下）（角川書店、2000年）
  - 『混沌 ―新・金融腐蝕列島―』（上・下）（講談社、2004年）
  - 『消失 ―金融腐蝕列島 完結編―』（1 - 4）（ダイヤモンド社、2007年）
    - 最初の『金融腐食列島』は高杉良経済小説全集への書き下ろしとして書かれ、反響の大きさから更に続編が書かれている。一流銀行の会長の娘が企業舎弟のような男に夢中になり、それによって銀行に食い込まれるという点は、住友銀行の磯田一郎元会長がモデル。この他、三和銀行の渡辺滉元会長・さくら銀行の末松謙一社長とおぼしき要素も加わっている（佐高信「汚濁にまみれた銀行への警鐘」本書の単行本の解説）。
- 『勇気凛々』（角川書店、1998年／角川文庫、2000年。講談社文庫、2005年）『灼熱起業』文春文庫、2021年
  - 自転車の開発・輸入・販売業のホダカ物産が実名で描かれる。『高杉良経済小説全集』の月報に連載された小説。
- 青年社長シリーズ
  - 『青年社長』（上・下）（ダイヤモンド社、1999年）
  - 『新・青年社長』（上・下）（角川書店、2010年）
  - 和民を経営するワタミの渡邉美樹社長が実名で描かれる。
- 『銀行大統合　―ドキュメント・ノベル「みずほフィナンシャルグループ」―』（講談社、2001年。講談社文庫、2004年）
- 『小説・ザ・外資』（光文社、2002年）『巨大外資銀行』講談社文庫、2017　
  - モデルはリップルウッドによる長銀買収。
- 『不撓不屈』（新潮社、2002年）文春文庫、2020年　
  - TKCの飯塚毅社長が実名で描かれる。2006年映画化（角川ヘラルド映画）
- 『小説ザ・ゼネコン』（ダイヤモンド社、2003年）
  - 青木建設（現：青木あすなろ建設）がモデル。
- 『乱気流 ―小説・巨大経済新聞―』（上・下）（講談社、2004年）
  - 日本経済新聞社の鶴田卓彦元社長がモデル。
- 『腐食生保』（新潮社、2006年）
  - 『巨大生保 王国の崩壊』として『週刊ダイヤモンド』に連載されていた。モデルは大日生命が日本生命、藤原会長は伊藤助成、鈴木社長は宇野郁夫とされる。
- 『挑戦 巨大外資』（上・下）（小学館、2007年）『リベンジ　巨大外資銀行』講談社文庫、2019年
- 『亡国から再生へ』（光文社、2007年）
- 『虚像 覇者への道』 （上・下）（新潮社、2011年。2014年に新潮文庫化にあたって、『虚像の政商』に改題）
  - オリックスの宮内義彦と思しき人物がモデル。
- 『破戒者たち 小説・新銀行崩壊』（講談社、2012年。のち講談社文庫、2014年）
  - 木村剛と日本振興銀行がモデル。
- 『男の貌 ―私の出会った経営者たち―』（新潮社、2013年）
- 『勁草の人 ―戦後日本を築いた財界人―』（文藝春秋、2014年。2017年に文春文庫化にあたって、『勁草の人 中山素平』に改題）
- 『小説 創業社長死す』（角川書店、2015年)　文庫、17年
- 『最強の経営者 小説・樋口廣太郎―アサヒビールを再生させた男』（プレジデント社、2016年）講談社文庫、2018年
- 『めぐみ園の夏』（新潮社、2017年）文庫、20年
- 『雨にも負けず 小説ITベンチャー』KADOKAWA, 2019.3 　文庫、20年
- 『破天荒』新潮社、2021年　自伝的経済小説[7]